# Сигизмунд III
Сигизму́нд III (швед. Sigismund III, пол. Zygmunt III Waza, бел. Жыгімонт Ваза; 20 июня 1566, Грипсхольм — 30 апреля 1632, Варшава) — король польский и великий князь литовский с 27 декабря 1587 года, король шведский с 27 ноября 1592 по июль 1599 года. Внук Густава Вазы и Сигизмунда Старого, сын шведского короля Юхана III и Катерины Ягеллонки, отец Владислава IV.
Будучи избран на престол Речи Посполитой, католик Сигизмунд стремился объединить под своей властью Речь Посполитую и Швецию. На короткое время ему это удалось. В 1592 году он объединил под личной унией оба государства, но в 1595 году шведский парламент избрал его дядю — протестанта герцога Седерманландского регентом Швеции вместо почти всегда отсутствующего в стране короля-католика. Попытки вернуть себе шведский престол Сигизмунд не оставлял до самой смерти.
Сигизмунд остался достаточно противоречивой фигурой в истории Речи Посполитой. С одной стороны, его долгое правление пришлось на высшую точку могущества польско-литовского государства. С другой, при нём берут начало кризисные явления, впоследствии приведшие к гибели Речи Посполитой.

## Начало правления
Родился 20 июня 1566 года в шведском замке Грипсхольм, где его мать Катерина Ягеллонка жила вместе со своим мужем — Юханом Вазой, заключённым в замок своим братом Эриком XIV. Сигизмунд был воспитан иезуитами в духе воинствующего католицизма.
Как потомок Ягеллонов по женской линии, 21-летний принц Сигизмунд в 1587 году был избран польским королём, благодаря стараниям своей тётки Анны Ягеллонки и великого коронного гетмана Яна Замойского. Приглашая последнего Ягеллона и наследника шведской короны на трон, польско-литовская сторона рассчитывала уладить со Швецией территориальные проблемы и получить спорные земли на севере страны.
Вскоре после коронации Сигизмунд выступил против своего соперника, эрцгерцога австрийского Максимилиана III; последний был разбит под Бычиной и взят в плен (1588), но отпущен на свободу по договору 1589 года, по которому отказался от всяких притязаний на престол Речи Посполитой. Сигизмунд ни своей наружностью, ни характером не понравился польско-литовской шляхте; нерасположение к нему ещё больше усилилось, когда, выехав в Ревель (1589) для свидания с отцом, он тайно вступил в переговоры с Эрнестом, герцогом австрийским, и на известных условиях готов был отречься в его пользу от короны. Молодой король не расположил в свою пользу и могущественного Замойского. Первым поводом к раздору между ними послужила Эстляндия, которую Сигизмунд обещал в договорных пунктах присоединить к Речи Посполитой, но не исполнил обещания. Результатом этого был инквизиционный сейм против короля (1592) и ослабление королевской власти. Место Замойского, который рассчитывал управлять королём, заняли иезуиты.
Главной своей задачей Сигизмунд поставил упрочение в Речи Посполитой католицизма, уничтожение протестантизма и православия. Подавив восстание Косинского (1591—1593) и восстание Наливайко (1594—1596), активно способствовал заключению Брестской унии в 1596 году. Попытки Сигизмунда подчинить своей власти Запорожскую Сечь в сочетании с религиозными притеснениями вызвало восстания 1625 года под руководством Жмайло и 1630 года под предводительством Федоровича. Одновременно король допускал некоторые уступки православным, утвердив, например, решения сеймов 1609, 1618, 1631 годов, гарантировавшие православному населению права. Борьбу с «врагами Веры Христовой» — православным Русским царством и протестантской Швецией — он считал основной задачей во внешней политике. Наряду с этими задачами Сигизмунд руководствовался династическими интересами.

## Ослабление власти короля
Во внутренней жизни Речи Посполитой царствование Сигизмунда является началом эпохи разложения государства. Крупнейшими событиями были рокош Зебжидовского и утверждение на сеймах начала единогласия.
Главной причиной рокоша явились систематические попытки Сигизмунда к утверждению абсолютизма, которые, впрочем, постоянно отвергались сеймами. Сигизмунд стремился ограничить права сеймов, преобразовать прежние должности в зависимые от короля чины и организовать польское можновладство с помощью майоратов, обладание которыми давало бы голос в Сенате. При всех своих стремлениях к абсолютизму Сигизмунд, однако, сам содействовал торжеству принципа единогласия на сеймах, которым в корне подрывалась возможность реформ. Когда Замойский на сейме 1589 года выступил с предложением, чтобы решения сейма постановлялись по большинству голосов, то противником этого проекта явился сам король, который выставил против Замойского оппозицию Опалинского. Правительственная анархия, утвердившаяся при Сигизмунде, нашла себе теоретическое обоснование в теории «золотой вольности».

## Союз с Габсбургами
В 1613 году король Сигизмунд III Ваза заключил договор о союзе с Габсбургами, которому предшествовал достаточно продолжительный процесс сближения, начатый правителем Речи Посполитой ещё в начале 1590-х годов. Проводя политику, направленную на поддержку католицизма, и, одновременно, придерживаясь союза с Габсбургами, Сигизмунд III принял участие в Тридцатилетней войне на стороне императоров Священной Римской империи Маттиаса (Матвея) и Фердинанда II Габсбурга.

## Борьба за Швецию
В 1592 году Сигизмунд женится на дочери эрцгерцога австрийского Карла II и внучке императора Фердинанда I — Анне, которая родила в 1595 году будущего польского короля — Владислава IV.
После смерти своего отца Юхана III (1592 год) Сигизмунд поехал в Швецию и короновался шведской короной (1594 год), в результате чего возникла польско-шведская уния, но по возвращении в Польшу вынужден был назначить регентом Швеции своего дядю Карла, герцога Седерманландского, который, поддерживая протестантизм, приобрёл расположение народа и явно стремился к престолу.
В 1596 году король Сигизмунд III Ваза осуществил перенос королевской резиденции из Кракова в Варшаву.
При втором своём пребывании в Швеции (1598) Сигизмунд оттолкнул от себя многих сторонников. Многие были не довольны внутренней политикой Сигизмунда, а именно тем, что он попытался осуществить Контррефомацию в Швеции. Против этого выступила шведская знать под руководством герцога Сёдерманландского Карла. Впрочем, у Сигизмунда были промахи и во внешней политике (русско-шведская война 1590—1595 годов), что явно не способствовало укреплению его популярности. В итоге он был окончательно отстранён от шведского престола (1599), а его дядя объявлен королём Швеции на сейме в Норрчёпинге в 1604 году под именем Карла IX. Сигизмунд не хотел отказываться от своих прав на шведский престол и вовлёк Речь Посполитую в 60-летние неудачные для неё войны со Швецией.
После смерти первой жены Анны Габсбургской (Австрийской) в 1598 году Сигизмунд в 1605 году женится на её сестре Констанции, родившей в 1609 году сына, названного Яном II Казимиром.
В 1611 году выпускник Виленской иезуитской коллегии Грегор Ларсен, более известный под греческим псевдонимом Барастус, издал на латинском языке книгу-панегирик королю Сигизмунду ІІІ Ваза «Panegyricus Sigismundi III Poloniae et Sueciae regi invietissimodicatus» (Vilna, 1611).
Сигизмунд III Ваза тяжело переживал кончину своей жены Констанции, умершей 10 июля 1631 года, и, тяжело заболев, скончался от инсульта 30 апреля 1632 года.

## Войны с Россией
Вынашивая планы экспансии на восток, король Сигизмунд поддержал Лжедмитрия I, заключив с ним тайный договор. По воцарении в Москве самозванец обещал отдать Польше Чернигово-Северскую землю. После насильственной смерти Лжедмитрия I Сигизмунд после оказания помощи Тушинскому вору в 1609 году возглавил осаду Смоленска.
Войска Речи Посполитой под командованием гетмана Жолкевского в 1610 году разбили в Клушинском бою русско-шведскую армию, а затем заняли Москву. Русские бояре решили избрать на московский престол сына Сигизмунда III королевича Владислава IV. 29 октября 1611 года бывший царь Василий IV Шуйский и его братья Дмитрий и Иван принесли ему торжественную присягу в Варшаве. После освобождения Москвы земским ополчением в 1612 году война продолжилась до 1618 года, когда в Деулине было заключено перемирие, по которому за Речью Посполитой остались Смоленская, Черниговская и Северская земли.
Откликом на попытки Сигизмунда распространить влияние на Россию стала «Новая повесть о преславном Российском царстве…»

## В культуре
Сигизмунд III Ваза изображён на почтовой марке Польши 1974 года. Он стал персонажем романа Ю. И. Фёдорова «Борис Годунов».
В мультфильме Крепость. Щитом и мечом, Сигизмунд III является антагонистом.

## Галерея
- Сигизмунд с родителями в замке Грипсхольм. Картина Йозефа Зиммлера 1859 г.
- Портрет королевича Сигизмунда работы Ионна Баптиста ван Уттер 1568г.
- Портрет Сигизмунда работы неизвестного автора 1585 r.

- Портрет Сигизмунда работы Марцина Кобера 1590 г.
- Портрет Сигизмунда работы Йозефа Хенца Старшего 1605 г.
- Король на медали 1611 г.